# Чиби Маруко Чан
Chibi Maruko-chan (яп. ちびまる子ちゃん) — сёдзё-манга Мики Миуры (известной под псевдонимом Момоко Сакура), выходившая с перерывами с 1986 по 2009 год в журнале Ribon издательства Shueisha. В формате танкобонов было выпущено в общей сложности 16 томов. В 1989 году манга получила премию издательства Коданся как лучшая в категории «сёдзё». По сюжету произведения было снято два аниме-сериала: показ первого прошёл в 1990—1992 годах, второй продолжает выходить с 1995 года и включает в себя уже более 1100 серий. Кроме того было выпущено несколько анимационных фильмов и игр.
В 2019 году сериал транслировался в России на телеканале «ТНВ-Татарстан».

## Сюжет
Действие сюжета разворачивается в 1970-х годах и рассказывает о повседневной жизни девятилетней девочки Момоко Сакуры, её близких и друзей. Многие описываемые ситуации автор взяла из своего детства; Мики Миура в мире стала известна именно под псевдонимом Момоко Сакура.

## Персонажи

### Семейство Сакура
Момоко «Маруко» Сакура (яп. さくらももこ Сакура Момоко, まる子 Маруко) — Главный персонаж. По сюжету её дата рождения совпадает с датой рождения автора манги, Мику Миуры, — 8 мая 1965 года. Маруко — девятилетняя девочка, ученица третьего класса начальной школы. Она ленивая, часто неорганизованная, постоянно опаздывает в школу, что входит в контраст с её прилежной старшей сестрой, живущей с ней в одной комнате. Маруко не любит выполнять домашние задания и делает всё, чтобы этого избежать.
Сэйю: Тарако
Хироси Сакура (яп. さくらひろし Сакура Хироси) — Отец Маруко. Любит выпить. По сюжету он родился 20 июня 1934 года, и ему 40 лет.
Сэйю: Юсаку Яра
Сумирэ Сакура (яп. さくらすみれ Сакура Сумирэ) — Мать Маруко, много ругает свою дочь за её проступки. Её девичья фамилия — Кобаяси. Она — строгая, но приятная женщина. По сюжету она родилась 25 мая 1934 года, ей 40 лет.
Сэйю: Тэйю Итирюсай
Сакико Сакура (яп. さくらさきこ Сакура Сакико) — Старшая сестра Маруко, в отличие от которой умна и старательна. Её день рождения — 21 марта 1963 года, ей 11 лет.
Сэйю: Юко Мидзутани
Томодзо Сакура (яп. さくら友蔵 Сакура Томодзо:) — Рассеянный дедушка Маруко. В качестве домашнего животного содержит черепаху; любит смотреть телевизор. Его день рождения — 3 октября 1898 года, ему 76 лет.
Котакэ Сакура (яп. さくらこたけ Сакура Котакэ) — Бабушка Маруко. Её день рождения — 4 апреля 1902 года, ей 72 лет.
Сэйю: Юко Сасаки

## Медиа-издания

### Манга
Оригинальная манга Chibi Maruko-chan выходила в сёдзё-журнале Ribon. С июля 1987 по декабрь 1996 года в формате танкобонов было выпущено 14 томов. После этого периодически стали выходить специальные главы манги. Пятнадцатый танкобон был выпущен в феврале 2003 года, а шестнадцатый — 15 апреля 2009 года.

### Аниме-сериал

#### Первый
Первый сезон Chibi Maruko-chan транслировался с января 1990 по сентябрь 1992 года. Всего было показано 142 эпизода.
Открывающая музыкальная композиция:
1. «Yume Ippai» — (исполнитель) Юмико Сэки (эп. 1-142)

Закрывающие музыкальные композиции:
1. «Odoru Pompokolin» — B.B.Queens (эп. 1-66)
2. «Hashire Shoujiki-mono» — Хидэки Сайдзё (эп. 67-142)

#### Второй
Трансляция второго аниме-сериала началась 8 января 1995 года и проходит по понедельникам.
Открывающие музыкальные композиции:
1. «Ureshii Yokan (Feeling Happy)» — {исполнитель} Марина Ватанабэ (эп. 1-???)
2. «Humming ga Kikoeru (Hear the Humming)» — Кахими Кариэ (эп. ???-179)
3. «Odoru Ponpokorin» — ManaKana & Сигэру Идзумия (эп. 180—253)
4. «KinKi no Yaru Ki Man Man Song» — KinKi Kids (эп. 254—294)
5. «Odoru Ponpokorin» — B.B.Queens (эп. 295—746)
6. «Odoru Ponpokorin (другая версия)» — Каэла Кимура (эп. 747-)

Закрывающие музыкальные композиции:
1. «Hari-kiri Jiisan no Rock 'n' Roll» — Хитоси Уэки (эп. 1-???)
2. «Akke ni torareta toki no uta» — Тама (эп. ???-179)
3. «Jaga Buttercorn-san» — ManaKana (эп. 180—230)
4. «Chibi Maruko Ondo» — ManaKana (эп. 231—340)
5. «Kyuujitsu no Uta (Viva La Viva)» — Delighted Mint (эп. 341—416)
6. «Uchuu Dai Shuffle (Shuffle in Outer Space)» — Love Jets (эп. 417—481)
7. «Arara no Jumon» — сэйю Chibi Maruko-chan и Bakuchu Mondai (эп. 482-)

### Фильмы
- Chibi Maruko-chan (1990)
- Chibi Maruko-chan: My Favorite Song (1992)

### Игры
- Chibi Maruko-chan: Uki Uki Shopping (Famicom, 1990)
- Chibi Maruko-chan: Okozukai Daisakusen (Game Boy, 1990)
- Chibi Maruko-Chan 2: Deluxe Maruko World (Game Boy, 1991)
- Chibi Maruko-chan: Harikiri 365-Nichi no Maki (Super Famicom, 1991)
- Chibi Maruko-Chan 3: Mezase! Game Taishou no Maki (Game Boy, 1992)
- Chibi Maruko-chan 4: Korega Nihon Dayo Ouji Sama (Game Boy, 1992)
- Chibi Maruko-chan (TurboGrafx 16, 1992)
- Chibi Maruko-chan: Waku Waku Shopping (Mega Drive, 1992)
- Chibi Maruko-chan: Maruko Deluxe Quiz (Game Boy/Neo-Geo, 1995)
- Chibi Maruko-chan: Mezase! Minami no Island!! (Super Famicom, 1995)
- Chibi Maruko-chan no Taisen Puzzle Dama (Sega Saturn, 1995)
- Chibi Maruko-Chan: Maruko Enikki World (Sony Playstation, 1995)
- Chibi Maruko-Chan: Go Chounai Minna de Game Dayo! (Game Boy Color, 2001)
- Chibi Maruko-chan DS Maru-chan no Machi (Nintendo DS, 2009)